# Paibok
Paibok est un super-vilain créé par Marvel Comics. Il est apparu pour la première fois dans Fantastic Four #358, en 1991.

## Origines
Paibok est un gradé de l'armée Skrull, qui a subi le programme pour devenir un Super-Skrull. Il a été opposé à plusieurs reprises aux Fantastic Four. Il entreprit d'espionner ses ennemis en capturant et en remplaçant Alicia Masters par son ancienne amante, Lyja. Finalement, les quatre Fantastiques découvrirent son plan et il fut laissé pour mort par La Chose.
Il survécut et s'associa à Devos le Dévastateur. Ce dernier guérit Lyja et lui donna de nouveaux pouvoirs. Le trio retourna vite sur Terre pour affronter leurs ennemis communs. Mais Lyja, éprise de la Torche Humaine, se retourna contre eux.
Devos et Paibok recrutèrent Huntara et Klaw et formèrent les Fearsome Foursome. Ils parvinrent à capturer les FF et Lyja, et les ramenèrent sur le monde Skrull pour les présenter à l'Impératrice. Mais là, Devos montra son véritable visage : celui d'un commandant d'armée galactique et d'un criminel, et il fit envahir la planète, à la tête de son Death Cruiser. Pour se racheter, Paibok affronta Devos. Dans leur combat, le système du vaisseau fut endommagé, et on pensa que tous deux étaient morts dans le subspace.
Paibok réussit à sortir du subspace et engagea des scientifiques aliens pour le guérir, ce qui affecta toutefois son apparence physique. Recherché par l'Empire Skrull, il vécut à la tête d'une bande de pirates de l'espace.
Il revint plus tard sur Terre, sous l'identité de Paul Balk, le propriétaire d'un cirque. Il affronta La Chose alliée à des Krees, qui le capturèrent.
Paibok survécut au crash du vaisseau qui l'amenait vers la prison de Kyln. Son vaisseau dériva dans l'hyperespace et s'écrasa en Alaska. Il prit le contrôle du groupe de fuyards (Lunatik et les Blood Brothers), et s'empara d'un village. Un autre survivant, Drax s'opposa à lui. Dans l'affrontement, Lunatik et un des Frères furent tués. Paibok réussit à s'enfuir mais se rendit aux autorités Kree.
Lors du crossover Annihilation, on revit Paibok combattre la Horde d'Annihilus. À la fin de la guerre, il fut libéré de l'asservissement du tyran, et joignit Terrax pour tuer Randau le Parasite. Après le combat, qui résulta en la destruction de la planète par Terrax, il retourna dans ce qui restait de l'Empire Skrull.

## Pouvoirs
- Paibok est un Skrull, un alien au pouvoir de métamorphose.
- Ancien soldat super-Skrull, il possède les pouvoirs de Colossus, Iceberg, Tornade, Spider-Man et Electro.
- Ainsi, en plus de sa super-force lui permettant de soulever près de 25 tonnes, il peut transformer sa peau en acier organique, qu'il peut électrifier.
- Au combat à distance, il émet de la glace ou des rayons électriques de ses mains.
- Un autre pouvoir, qu'il utilise très peu, est l'hypnose.
- C'est un bon combattant, très expérimenté. Il utilise souvent des pistolets laser et de l'armement Skrull.
- À la suite de plusieurs modifications corporelles, son corps a pris l'apparence d'un Skrull mort.